# Нуртепе (станція метро)
41°04′47″ пн. ш. 28°57′47″ сх. д. / 41.079777879689° пн. ш. 28.962972630745° сх. д.
Нуртепе (тур. Nurtepe) — метростанція на лінії М7 Стамбульського метро.
Станцію було відкрито 28 жовтня 2020

Розташування: станція розташована під вулицею Соколлу у мікрорайоні Нуртепе, Кягитхане, між поточками Алібей та Кягитхане. Станція має загалом 3 входи, вхід № 1 — мечеть Нуртепе, вхід № 2 — вулиця Соколлу/Зюре, вхід № 3 — початкова школа Хаджи Етхем Уктем.
Конструкція: колонна трипрогінна станція мілкого закладення типу горизонтальний ліфт з однією острівною прямою платформою.
Пересадки
- Автобуси: 39Ç, 47Ç, 48N, 62G, 62H, 399B
- Маршрутки: Шишлі — Гюзельтепе, Гюзельтепе — Аксарай, Гюзельтепе — Істоч, Гюзельтепе — Газіосманпаша

## Пам'ятки
- Початкова школа Ашика Вейсела
- Початкова школа Хаджи Етхем Уктем
- Мечеть Неф Вакфи Юсуф Омюрлю
- Мечеть Нішанташлар
- Мечеть Нуртепе
- Соціальні заклади Нуртепе
- Мечеть Нуртепе Ухуд
- Початкова школа Мученика Кубілая
- Мечеть Шюкрюоглу Хюсеїн

| Попередня станція                 | Лінія | Лінія                           | Лінія | Наступна станція        |
| --------------------------------- | ----- | ------------------------------- | ----- | ----------------------- |
| Кягитхане до Шишлі — Меджидієкьой |       | M7 (Стамбульський метрополітен) |       | Алібейкьой до Махмутбей |